# Vitus (Film)
Vitus ist ein im Jahr 2005 in der Schweiz gedrehter Film des Regisseurs Fredi M. Murer, der durch seinen Film Höhenfeuer bekannt wurde. Die Filmpremiere erfolgte mit dem Kinostart in der deutschsprachigen Schweiz am 6. Februar 2006. Der Deutschlandstart war am 21. Dezember 2006, Österreich folgte am Tag darauf.

## Handlung
Das Kind Vitus führt ein relativ normales Leben, spielt allerdings bereits im Alter von sechs Jahren sehr gut Klavier. Diese musikalische Begabung erkennen seine Eltern nicht, seine bemerkenswerte Intelligenz fällt jedoch auf. Die Eltern Helen und Leo sind gut situiert. Der Vater steigt zum Leiter des Betriebs auf, in dem er arbeitet.
Während einer Party in der Wohnung der Eltern ändert sich Vitus’ Leben. Seine Eltern bitten ihn, etwas auf dem Klavier vorzuspielen. Einer der Gäste erkennt das Talent des Jungen und macht die Eltern darauf aufmerksam. Diese beschliessen, seine Begabung zu fördern. Seine Mutter bricht die Zusammenarbeit mit der bisherigen Klavierlehrerin ab, um Vitus in die Obhut eines anderen, «besseren» Lehrers an der Musikhochschule zu geben. Vitus, der sich bei seiner alten Klavierlehrerin wohl gefühlt hat, kann das kaum verstehen. Auch deshalb flüchtet er sich immer öfter zu seinem Grossvater, mit dem er unter anderem Fledermausflügel bastelt.
Wenn seine Eltern wegfahren, kommt das Mädchen Isabel, um auf Vitus aufzupassen. Nach einiger Zeit wird sie Vitus’ Freundin. Als die Eltern eines Abends von einer Veranstaltung zurückkehren, finden sie die beiden auf dem Sofa schlafend neben einer leeren Schaumweinflasche. Eine vom Vater installierte Kamera zeigt Vitus, der eine rockige Melodie am Klavier spielt, und Isabel, die dazu tanzt und singt. Aus Angst um den Jungen verbietet die Mutter Isabel, Vitus noch einmal zu besuchen. Von nun an kümmert sie sich selbst um ihren Sohn.
Vitus überspringt mehrere Klassen. Da er viel kleiner ist als seine Mitschüler, wird er immer wieder zum Ziel ihres Spotts und ihrer Verachtung. Auch mit seinen Lehrern hat Vitus Probleme. Dies wird deutlich, als sein Mathematiklehrer einmal der Klasse eine komplizierte Zinsrechnung aufgibt, Vitus aber ruhig weiter Zeitung liest. Als der Lehrer sagt, Vitus gehe ihm mit seinem überheblichen Getue auf den Geist, sagt Vitus: «Dann sind wir in der Klasse immerhin schon zwei, die über einen solchen verfügen.» Daraufhin werden Vitus’ Eltern zur Schuldirektorin bestellt. Dem zunehmenden Stress begegnet Vitus mit immer häufigeren Besuchen bei seinem Grossvater.
Eines Tages vereinbart Vitus’ Mutter einen Termin mit einer grossen Pianistin und Klavierlehrerin. Vitus weiss, dass Unterricht bei der Frau bedeuten würde, eine Pianistenkarriere einzuschlagen. Das will er jedoch nicht. Er weigert sich vorzuspielen. In der folgenden Nacht beschliesst er, sein Leben selbst in die Hand zu nehmen: Er holt seine alten Fledermausflügel von der Wand und gibt vor, von der Balkonbrüstung zu springen.
Die Diagnose lautet zwar nur «Gehirnerschütterung», doch sein früher gemessener IQ von 180 ist auf 120 gesunken. Das ist zwar immer noch überdurchschnittlich, doch Vitus muss zurück in die seinem Alter entsprechende Klasse. Die vorgesehene Pianistenkarriere kann er nun nicht mehr einschlagen. Er findet einen neuen Freund und kann ein weitgehend normales Leben führen. In sein Geheimnis weiht er nur seinen Grossvater ein.
Mit der Karriere seines Vaters geht es bergab. Die Firma ist bankrott, und der Aufsichtsrat entlässt ihn. Vitus könnte seinem Vater möglicherweise helfen, doch er beschliesst – wahrscheinlich, um seine verlorene Jugend zu rächen – das vorerst nicht zu tun. Stattdessen setzt er seine Intelligenz und die Ersparnisse seines Grossvaters ein, um diesen an der Börse in wenigen Tagen zum Millionär zu machen. Er richtet sich einen eigenen Betrieb ein: Dr. Wolf Holding, die Scheinfirma seines Grossvaters. Ausserdem mietet er eine leere Wohnung an, in der er von nun an regelmässig Klavier übt.
In einem Musikgeschäft trifft er seine alte Freundin Isabel wieder. Er lädt sie ein, doch die Verabredung verläuft katastrophal. Wenig später muss Vitus einen weiteren Tiefschlag einstecken: Sein Grossvater ist beim Dachdecken vom Dach gestürzt und liegt tödlich verletzt im Krankenhaus. Er gibt Vitus einen Abschiedsbrief für ihn und seine Eltern mit. Vitus legt den Brief in den Briefkasten und beschliesst, seinen Eltern aus der finanziellen Not zu helfen. Mit dem Vermögen seines gestorbenen Grossvaters kauft er die bankrotte Firma seines Vaters auf. Nach dem Tod des Grossvaters wird Vitus’ Vater als einziger mündiger Nachfahre Erbe des Betriebs. Im Brief erfahren die Eltern unter anderem, dass Vitus’ IQ noch immer bei den ursprünglich gemessenen 180 liegt.
Vitus beschliesst, den Weg einzuschlagen, den seine Eltern für ihn vorgesehen haben. Er nimmt die Pilatus PC-6 seines Grossvaters und fliegt zu jener Klavierlehrerin, bei der er ehemals vorspielen sollte. Der Film endet mit Vitus, der in der Zürcher Tonhalle als Solist das Klavierkonzert von Robert Schumann  spielt.

## Dreharbeiten
Der Film wurde in der Schweiz gedreht, unter anderem im Schloss Waldegg.
Die Schlusssequenz des Filmes in der Zürcher Tonhalle war die erste Aufnahme bei den Dreharbeiten zu dem Film. An dem Abend fand ein reguläres Konzert statt, dessen letzten Teil Teo Gheorghiu (Vitus) bestritt. Sein Auftritt wurde gefilmt. Alle Zuschauer wurden beim Kauf ihrer Tickets auf die Dreharbeiten hingewiesen und spielten für Murer Statisten.

## Filmmusik
- Etüde op. 35 Nr. 5 in F-Dur (Allegro barbaro) von Charles Valentin Alkan
- Islamej – Orientalische Fantasie von Mili Balakirew
- Rondo a-Moll KV 511 von W. A. Mozart
- Lichtstück Nr. 4 von Mario Beretta
- Etüde von Carl Czerny
- Alborada del gracioso von Maurice Ravel
- Sonata, K. 263 und Sonata, K. 159 von Domenico Scarlatti
- Wilder Reiter von Robert Schumann
- Ungarische Rhapsodie Nr. 6 von Franz Liszt
- La Campanella von Franz Liszt
- Klavierkonzert in a-Moll op. 54 von Robert Schumann (finale Szene)
- Goldberg-Variationen von J. S. Bach
- Lichtstück Nr. 1 von Mario Beretta
- Requiem in d-Moll, KV 626 von W. A. Mozart (Lacrimosa)
- Nutbush City Limits von Tina Turner

## Kritik
Das Lexikon des internationalen Films lobte den Film als eine «konventionell, aber wirkungsvoll und anrührend erzählte Geschichte einer Menschwerdung mit geschliffenen Dialogen und eindrucksvollen schauspielerischen Leistungen». Hans-Ulrich Pönack stellte den Film im Deutschlandradio Kultur als vergnüglich und toll vor. Dass «Seele wunderbar leicht wie stimmungsvoll sicht- und fühlbar wird», verkomme nicht zu «Kitsch, Oberflächlichkeit und Langeweile», auch wegen der hervorragenden Darsteller.

## Auszeichnungen und Nominationen
- Der Film Vitus wurde an der Berlinale 2006 in die Berlinale-Special-Reihe aufgenommen.
- Vitus wurde am 1. Filmfestival von Rom 2006 mit dem Publikumspreis in der Kategorie Alice nella città ausgezeichnet.
- Vitus war die offizielle Wahl der Schweiz für die Oscar-Nominierung als Bester fremdsprachiger Film 2006.
- Vitus vertrat die Schweiz bei den Nominationen zum Europäischen Filmpreis 2006.
- Im Januar 2007 erhielt Vitus den Schweizer Filmpreis.
- Vitus erhielt den Publikumspreis bei den 21. Bozner Filmtagen.
- 2008 erhielt Vitus am 11th Pyongyang International Film Festival den Special Screening Price, ein Diplom und eine Statuette[6].
- 2007 wurde für Fernsehausstrahlungen eine Audiodeskription des Films erstellt. Die Bildbeschreibung wurde von Hans Mittermüller gesprochen und 2010 mit dem deutschen Hörfilmpreis prämiert. Neben der hochdeutschen existiert auch eine Mundartfassung.[7][8]